# Lucio Vario Rufo

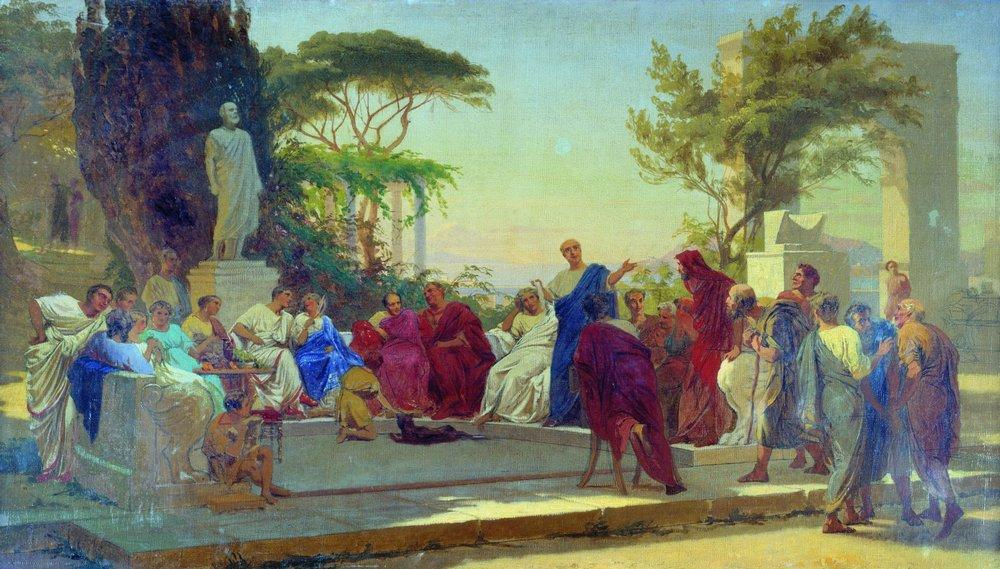
Orazio legge davanti al circolo di Mecenate, di cui faceva parte anche Vario Rufo (dipinto di Fedor Bronnikov, del 1863, conservato presso il Museo d'arte di Odessa).

Lucio Vario Rufo (in latino Lucius Varius Rufus; Turbigo, prima del 70 a.C. – dopo il 19 a.C.) è stato un poeta romano dell'età augustea.

## Biografia
(Vario Rufo, Frammento Traglia)
Amico di Virgilio, di cui era certamente più grande, Vario fu anch'egli epicureo, come attestato anche da Quintiliano, che lo definisce esplicitamente epicureus e da Filodemo di Gadara, che gli dedicò un trattato Sulla morte.
Avrebbe, comunque, introdotto Virgilio nel circolo di Mecenate e, con lui, presentato anche Orazio. Che Virgilio ne fosse amico e ammiratore traspare dal fatto che, negli anni Quaranta, Virgilio, sotto lo pseudonimo di Licida, rimpiangeva di non aver prodotto fino a quel momento nulla di paragonabile alla poesia di Vario o di Elvio Cinna. La gratitudine e la stima di Orazio, invece, è evidente dalla definizione di quest'ultimo di Vario come un maestro dell'epica e l'unico poeta in grado di celebrare le gesta di Marco Vipsanio Agrippa.
Ancora la già citata testimonianza di Quintiliano lo pone in stretti rapporti con Augusto: una didascalia, infatti, informa che nel 29 a.C. lavorò per i giochi celebrativi in onore della vittoria di Augusto alla battaglia di Azio (31 a.C.) e che Vario ricevette un milione di sesterzi dal princeps.

Dopo la morte di Virgilio, fu incaricato da Augusto, insieme a Plozio Tucca, di pubblicare l'Eneide. Dopo questa data non abbiamo altre notizie.

## Opere
Delle opere di Vario, come detto, celebrate in età augustea non ci restano che magri frammenti. Da Macrobio sappiamo che Vario compose un poema De morte, ampiamente riecheggiato da Virgilio.
Orazio, invece, alluderebbe ad un altro poema: secondo uno scoliasta, infatti, si tratterebbe di un panegirico di Augusto. 
L'opera letteraria più famosa di Vario fu, comunque, la tragedia Tieste, che Quintiliano riteneva non essere inferiore ad alcuna tragedia greca.